# Anchonium
Anchonium es un género botánico  de plantas, pertenecientes a la familia Brassicaceae.  Comprende 8 especies descritas y de estas, solo 2 aceptadas.

## Taxonomía
El género fue descrito por Augustin Pyrame de Candolle y publicado en Mem. Mus. Hist. Nat. 7: 242. 1821.

## Especies aceptadas
A continuación se brinda un listado de las especies del género Anchonium aceptadas hasta septiembre de 2013, ordenadas alfabéticamente. Para cada una se indica el nombre binomial seguido del autor, abreviado según las convenciones y usos.
- Anchonium billardieri DC.
- Anchonium elichrysifolium (DC.) Boiss.